# Лазаревићи
Лазаревићи су српска властелинска и владарска породица из 14. и 15. века.

## Историјат династије
Родоначелник династије био је Прибац Хребељановић логотет а потом пехарник на двору цара Душана. Прибац је добио као властелин на управљање територију са градовима Прилепац и Призренац. Његов син Лазар Хребељановић (1329—1389) почео је такође службу на двору као ставиоц. Ту је упознао Милицу цареву рођаку, која је такође припадала династији Немањића (од Немањиног сина Вукана и унука Дмитра) и са њом се оженио 1353. године.
После смрти цара Душана за време владавине цара Уроша јачају обласни господари, међу којима и кнез Лазар. Лазарева територија је заузимала велики простор са престоницом у граду Крушевцу. После Урошеве смрти 1371. кнез Лазар је постао највећи обласни господар у Србији. Народ га је сматрао царем иако формално није носио ту титулу, тиме је успостављена династија Лазаревића која се због порекла кнегиње Милице сматра бочном линијом династије Немањића.
Лазар и Милица имали су осморо деце, три сина: Добровој (умро убрзо по рођењу), Стефан и Вук и пет кћерки: Јелена, Мара, Драгана, Теодора и Оливера. Мара је била 1371. удата за Вука Бранковића, Јелена за Ђурђа II Балшића, Драгана за бугарског цара Ивана Шишмана, Теодора (Јелена) за бана Николу II Горјанског (мађ. Garay Miklós), а најмлађа Оливера за турског султана Бајазита.
Године 1389, у Боју на Косову убијен је кнез Лазар и његова држава потпада под вазално ропство Турцима. Државне послове преузима кнегиња Милица до пунолетства старијег сина Стефана.
Стефан Лазаревић је на почетку своје владавине од 1393. носио титулу кнеза, 1402. је добио титулу деспота. Владао је српском деспотовином све до своје изненадне смрти у лову 1427. Сахрањен је у својој задужбини манастиру Манасији - Ресави, познатом по тзв. ресавској преписивачкој школи.
Млађи брат Вук Лазаревић погубљен је 1410. од стране Турака у династичким борбама после једне битке, није имао потомака.
Пошто ни деспот Стефан није имао потомака за свог наследника именовао је сестрића Ђурђа Бранковића. Тако је династију Хребељановића-Лазаревића на српској политичкој сцени заменила династија Бранковића.

## Списак владара
| Владар | Портрет | Владао    | Напомене | Задужбина |
| ------ | ------- | --------- | --- | --------- |
| Лазар  |         | 1379–1389 | - Кнез Моравске Србије - Владао до смрти у Косовој бици. | Раваница  |
| Стефан |         | 1389–1427 | - Син Лазара; - Кнез од 1389 до 1402, деспот од 1402 до1427. | Манасија  |
| Милица |         | 1389–1393 | - Ћерка Вратка Немањића, жена Лазара Хребељановића; - Српска кнегиња (1371–1389) - Владала Моравском Србијом док је њен син, кнез Стефан Лазаревић, био малолетан | Љубостиња |

## Светитељи и песници
Ова српска династија имала је троје светитеља:
- Лазар, свети великомученик - кнез (15./28. јун)
- Ефросинија - Евгенија, преподобна - Милица, кнегиња (19. јул/1. август)
- Стефан Лазаревић, свети - деспот (19. јул/1. август)

Свако од њих имао је задужбину у којој је сахрањен. Задужбина кнеза Лазара је манастир Раваница, кнегиње Милице Љубостиња, а деспота Стефана Манасија. Кнегиња Милица се замонашила и добила име Евгенија, пред смрт примила је монашки чин велике схиме и ново име Ефросинија.
Кнегиња Милица се бавила писањем поезије, сачувана су њена књижевна дела. Осим ње поезију су писали и њен син деспот Стефан Лазаревић као и кћерка Јелена Балшић чија дела су такође сачувана.

## Родослов
1. Лазар Хребељановић (око 1329. до 1389), кнез 1371-1389. Канонизован као свети великомученик кнез Лазар (28. јун). 1353. оженио кнегињу Милицу (?-1405), ћерку кнеза Вратка. Замонашила се као монахиња Јевгенија, канонизована као великосхимница Јефросина.
  1. Мара Лазаревић (?-1426), удата око 1371. за Вука Бранковића. Замонашила се као монахиња Марина.
  2. Драгана Лазаревић, удата за Јована Шишмана, цара Трновске Бугарске.
  3. Теодора (Јелена) Лазаревић, удата око 1387. за Николу II Горјанског.
  4. Јелена Лазаревић (?-1443), удата прво 1386. за Ђурђа Другог Страцимировића Балшића, затим 1411. преудата за Сандаља Хранића Косачу.
  5. Стефан Лазаревић (Стефан Високи) (рођен око 1371—1427), кнез 1389-1402, а затим деспот 1402-1427. Оженио 1405. Јелену, ћерку Франческа II Гатилузија.
  6. Оливера (Деспина) Лазаревић, 1390. одведена у харем Бајазита I, османског султана.
  7. Вук Лазаревић (?-1410), кнез.

## Задужбине
- Лазар — Раваница
- Милица — Љубостиња, Црна Река
- Стефан — Манасија, Павловац, Митрополија и Благовештење
- Јелена Балшић — Доњи Брчели